# Seyches
Seyches ist eine französische Gemeinde mit 1.057 Einwohnern (Stand: 1. Januar 2022) im Département Lot-et-Garonne in der Region Nouvelle-Aquitaine. Sie gehört zum Arrondissement Marmande und zum Kanton Les Coteaux de Guyenne. Die Einwohner werden Seychois genannt.

## Geographie
Die Gemeinde Seyches liegt rund elf Kilometer ostnordöstlich von Marmande. Nachbargemeinden von Seyches sind Peyrière im Norden, Miramont-de-Guyenne im Nordosten, Montignac-Toupinerie im Osten, Puymiclan im Südosten und Süden, Virazeil im Südwesten, Escassefort im Westen sowie Lachapelle im Nordwesten.

## Bevölkerungsentwicklung
| Jahr                       | 1962 | 1968 | 1975 | 1982 | 1990 | 1999 | 2006 | 2013 | 2022 |
| -------------------------- | ---- | ---- | ---- | ---- | ---- | ---- | ---- | ---- | ---- |
| Einwohner                  | 1015 | 1023 | 953  | 990  | 1021 | 869  | 965  | 1002 | 1057 |
| Quellen: Cassini und INSEE |      |      |      |      |      |      |      |      |      |

## Sehenswürdigkeiten
- Kirche Le Martyre-de-Saint-Jean-Baptiste, seit 1998 Monument historique
- Alte Burg aus dem 12. Jahrhundert
- Schloss Le Bouge

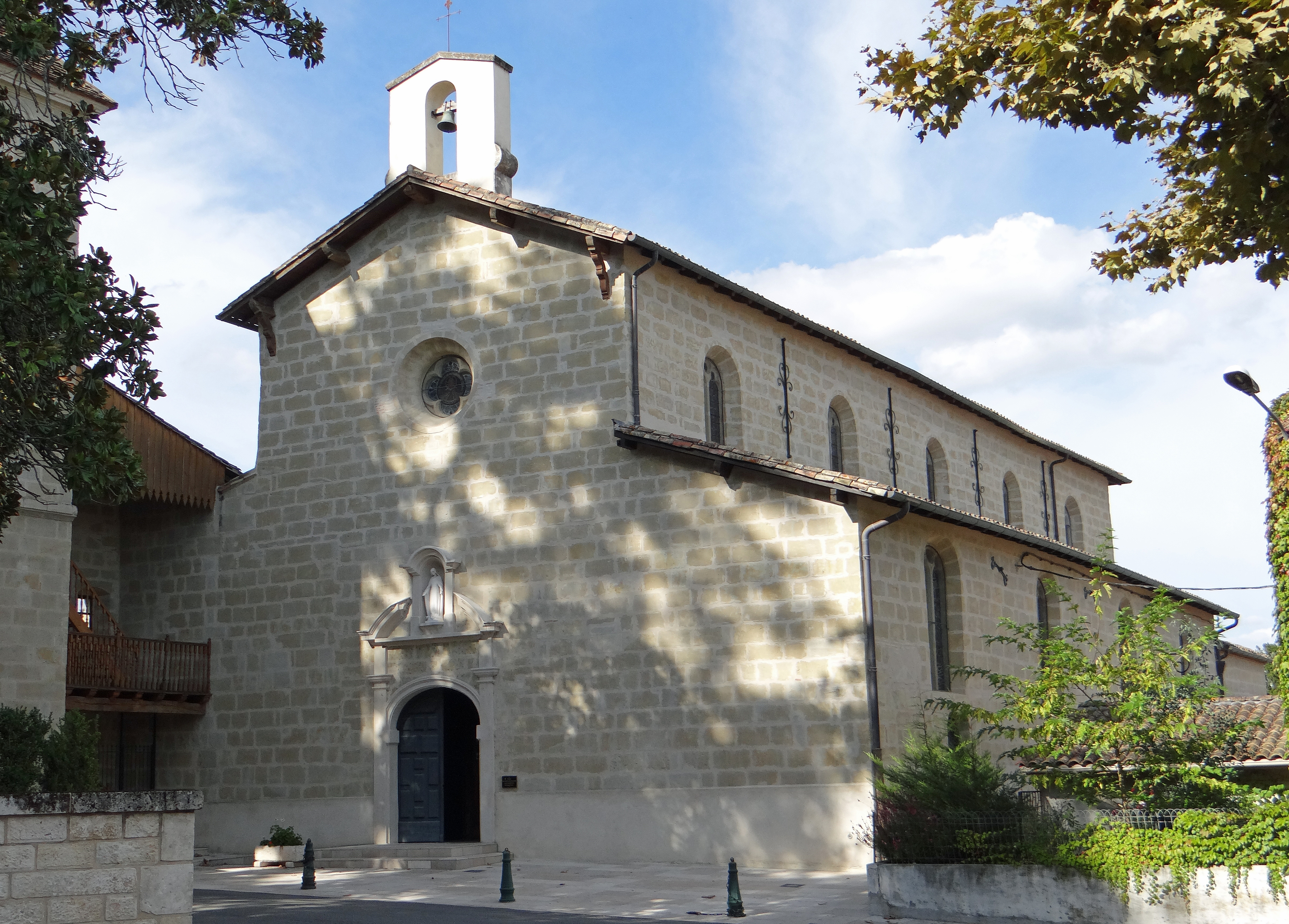
Kirche Le Martyre-de-Saint-Jean-Baptiste
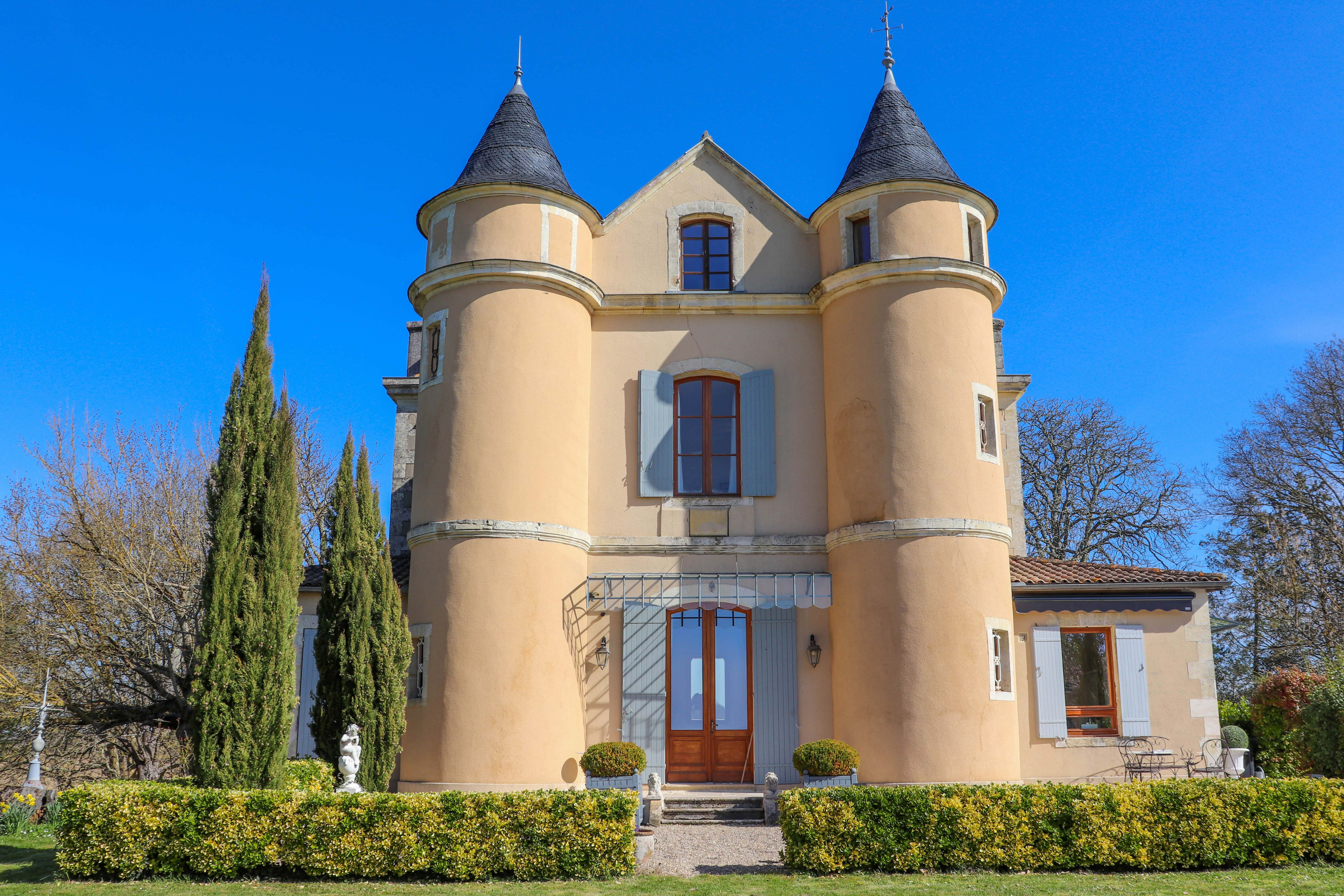
Schloss Le Bouge
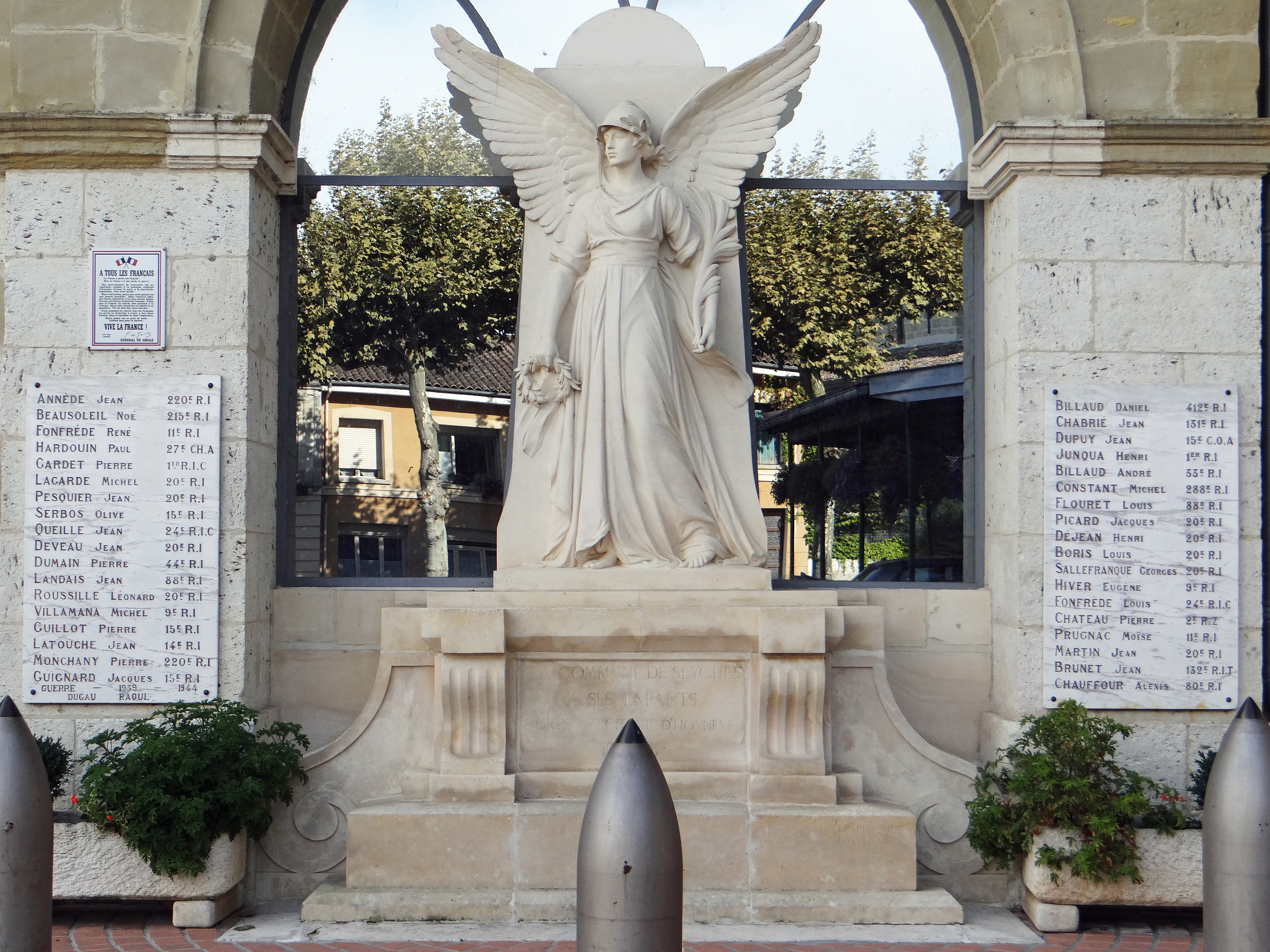
Gefallenendenkmal

## Gemeindepartnerschaft
Partnergemeinde von Seyches ist Grussenheim im Elsass. 

## Persönlichkeiten
- Bellino Ghirard (1935–2013), Bischof von Rodez und Vabres